# Десногорско језеро
Десногорско језеро (рус. Десногорское водохранилище) вештачко је језеро у европском делу Русије, на југу Смоленске области.
Језеро је настало преграђивањек корита реке Десне, леве притоке Дњепра код града Десногорска 1984. године, са циљем да би његове воде хладиле реакторе Смоленске нуклеарне електране отворене исте године. Пуњење језера започето је 1979, а завршено 1984. године.
Територијално се највећим делом налази на подручју Рослављанског рејона Смоленске области, а мањим деловима залази и на подручја Починковског и Јељњанског рејона.
Максимална дужина језера је 44 км, а ширина до 3 км. Укупна површина акваторије је 44 км², просечна дубина је 7,6 метара (максимално до 22 метра). Укупна дужина обалске линије је 134 км, а површина сливног подручја 1.250 км².
Брана којом је преграђено корито Десне изграђена је од армираног бетона и земље, дугачка је 350 метара, а висока 17 метара. Прелив се налази на висини од 12 метара. Преко бране уједно пролази и друмски правац.